# Allpahuayomyrfågel
Allpahuayomyrfågel (Percnostola arenarum) är en fågel i familjen myrfåglar inom ordningen tättingar.

## Utseende och läte
Allpahuayomyrfågeln är en liten (10 cm) myrfågel med skilda dräkter mellan könen. Hanen är mörkgrå med svart på strupe och vingtäckare, de senare kantade i vitt. Honan är också mörkgrå ovan, men de svarta vingtäckarna är rödbrunkantade. Undersidan är rödbrun och vit. Sången består av en serie med liknande toner som avtar i hastighet, framför allt inledningvis.

## Utbredning och status
Fågeln förekommer i nordöstra Peru norr om Marañón-floden. Den behandlas som monotypisk, det vill säga att den inte delas in i några underarter.

## Status och hot
Allpahuayomyrfågeln har en liten världspopulation bestående av uppskattningsvis endast 600–1700 vuxna individer. Den tros också minska i antal till följd av habitatförlust. Den är därför upptagen på internationella naturvårdsunionen IUCN:s röda lista över hotade arter, kategoriserad som sårbar (VU).

## Namn
Allpahuayo-Mishana är ett naturreservat sydväst om Iquitos i norra Peru.